# نییرمارتون‌فالوا
نییرمارتون‌فالوا (به مجاری:  Nyírmártonfalva) یک منطقهٔ مسکونی در مجارستان است که در ناحیه نییرادونی واقع شده‌است. نییرمارتون‌فالوا ۵۷٫۴۸ کیلومتر مربع مساحت و ۲٬۰۳۴ نفر جمعیت دارد.